# Lagerstroemia speciosa
Lagerstroemia speciosa ((L.) Pers., 1806) è una pianta appartenente alla famiglia delle Lythraceae, originaria del sud-est asiatico.

## Descrizione
Viene utilizzata come albero ornamentale ed è coltivata in tutto il mondo. Alcuni alberi di questa specie raggiungono facilmente i 7 metri di altezza.

## Distribuzione e habitat
È originaria dell'Asia tropicale: Cina, India, Cambogia, Birmania, Thailandia, Vietnam, Indonesia, Malaysia e Filippine.

## Galleria d'immagini

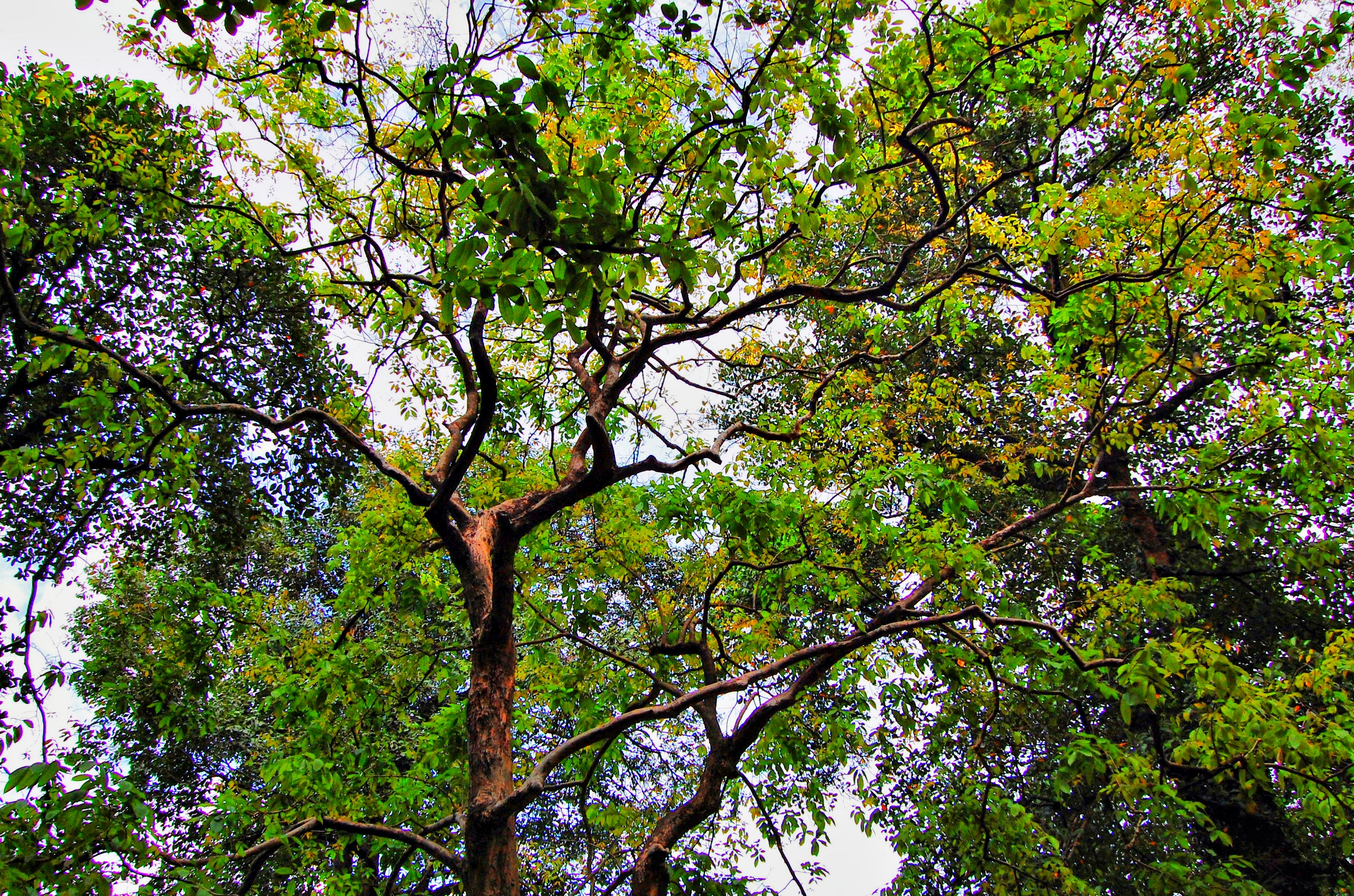
Veduta generale dell'albero.
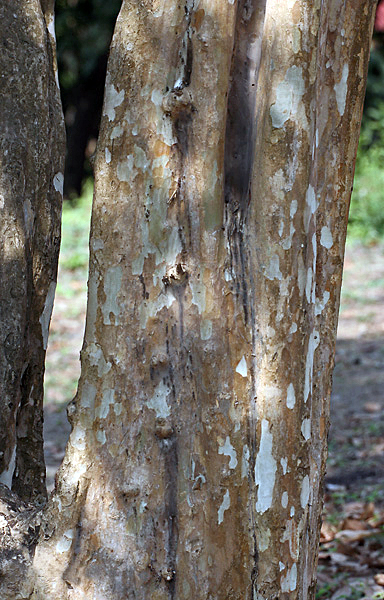
Dettaglio del tronco.
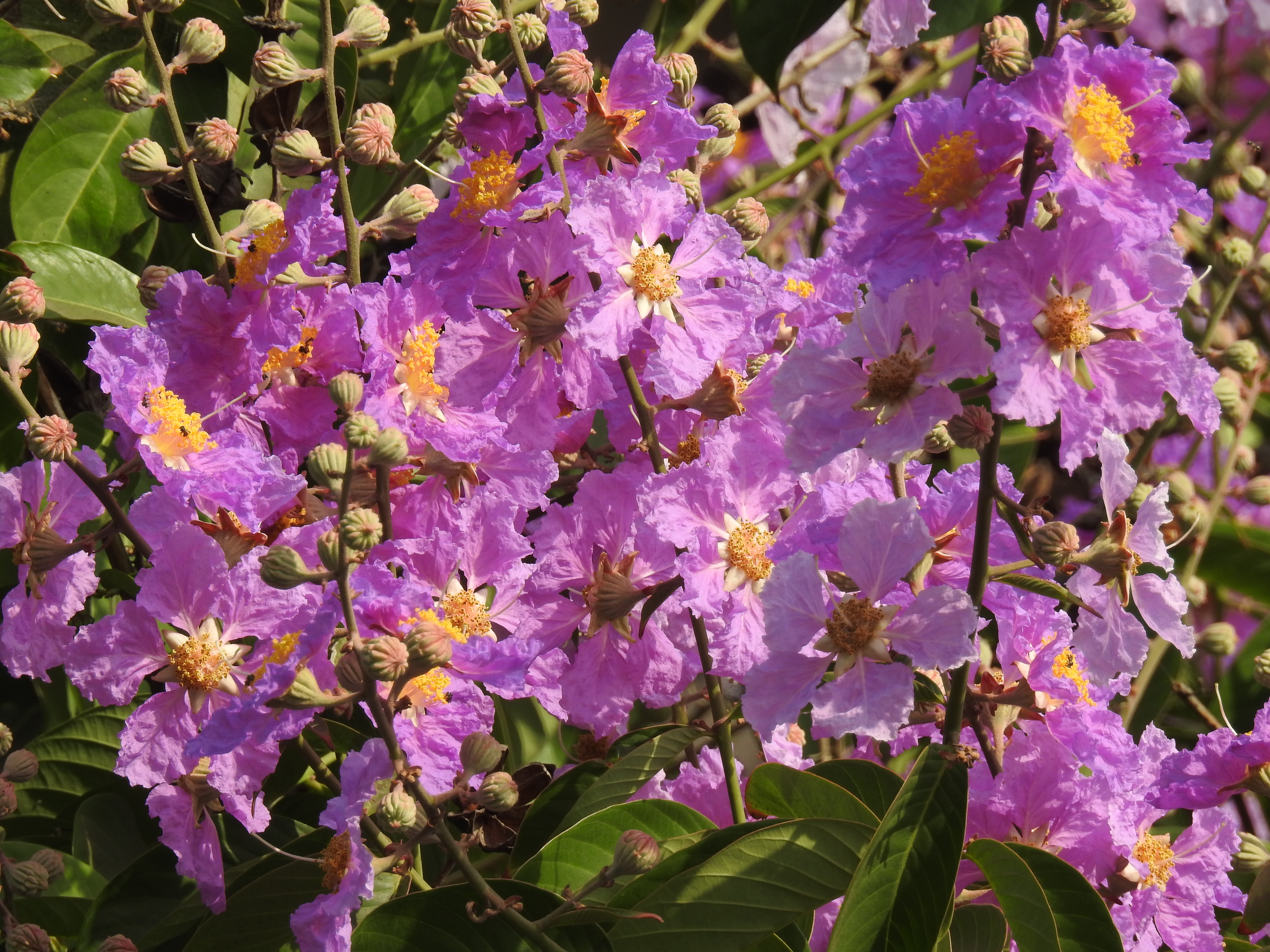
Infiorescenza di L. speciosa.
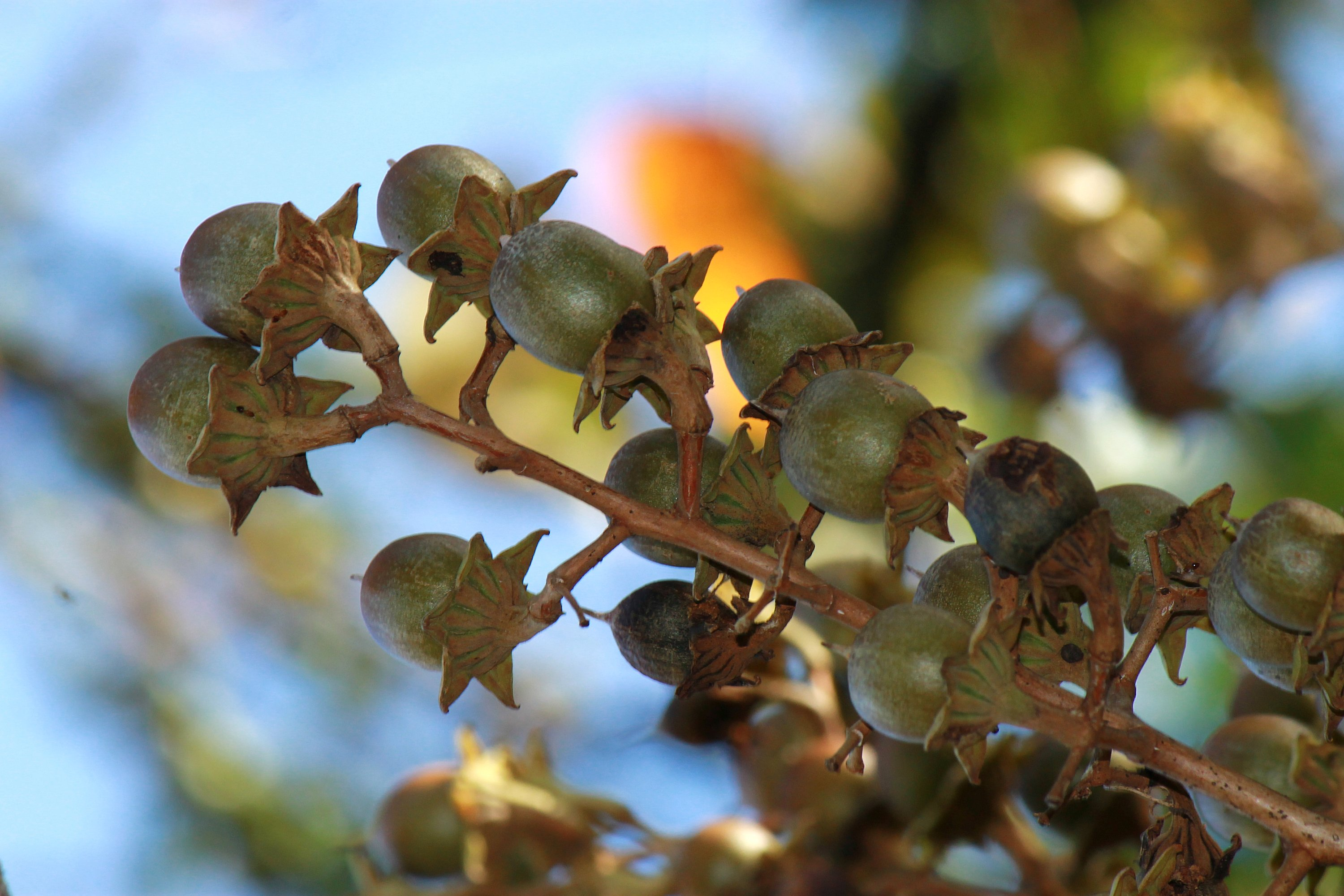
Frutti.